# Danh sách tập truyện Thần đồng Đất Việt

Bìa tập 1 Thần Đồng Đất Việt

Đây là danh sách các tập truyện của Thần đồng Đất Việt, một bộ truyện tranh Việt Nam dài tập của tác giả Lê Linh và công ty Phan Thị. Bộ truyện kể lại cuộc đời của Lê Tí, một thần đồng của nước Đại Việt cùng với những người bạn của cậu: Sửu ẹo, Dần béo và Cả Mẹo. Cốt truyện không dựa trên nguyên mẫu một nhân vật có thật mà dựa trên cuộc đời và các điển tích, điển cố của rất nhiều các nhân vật lịch sử của Việt Nam và các truyện dân gian. Bên cạnh đó, bộ truyện còn giới thiệu một số nét văn hóa xưa của Việt Nam như viết câu đối, các trò chơi dân gian,...
Tập truyện Thần đồng Đất Việt đầu tiên được Nhà xuất bản Trẻ phát hành ngày 16 tháng 2 năm 2002. Sau khi sáng tác truyện một thời gian, Lê Linh đã ngừng việc sáng tác bộ truyện tranh này, và hiện tại việc sáng tác truyện cũng như các tác phẩm liên quan do công ty Phan Thị phụ trách. Thần Đồng Đất Việt cũng đang nắm giữ kỉ lục "Bộ truyện tranh nhiều tập nhất Việt Nam" trước khi có vụ kiện về tác quyền với họa sĩ Lê Linh.. Sau phiên tòa xét xử tác quyền ngày 3 tháng 9 năm 2019, họa sĩ Lê Linh được Tòa án Nhân dân Thành phố Hồ Chí Minh công nhận là tác giả duy nhất của bốn hình tượng nhân vật Trạng Tí, Sửu Ẹo, Dần Béo và Cả Mẹo trong bộ truyện và yêu cầu chấm dứt sử dụng và tạo ra các biến thể khác nhau sử dụng các nhân vật này. Đồng nghĩa với việc các tập truyện Thần đồng đất Việt (từ tập 79 đến 228) và các biến thể sau này không do họa sĩ Lê Linh thực hiện đều là sản phẩm không chính thức đồng thời vi phạm bản quyền.

## Danh sách tập
Dưới đây là danh sách 78 tập truyện Thần đồng Đất Việt chính thức do họa sĩ Lê Linh thực hiện được xác nhận không vi phạm bản quyền. Ngày phát hành ghi dưới đây đa phần dựa trên thông tin ghi trên các tập truyện hoặc trên các tác phẩm có liên quan, có thể không phải ngày phát hành thực tế của chúng trên thị trường. Do các vấn đề về tác quyền bộ truyện, từ tập 79 trở đi và các ấn phẩm chuyển thể không được công nhận là tập truyện chính thức (do không phải Lê Linh sáng tác) bị buộc ngừng sáng tác (đến tập 228 bị ngừng) và phát hành sau phiên tòa ngày 3 tháng 9 năm 2019 nên không được liệt kê trong bài.
| STT | Tên tập truyện        | Ngày phát hành       |
| --- | --------------------- | -------------------- |
| 1   | Pháp sư gọi bưởi      | 16 tháng 2 năm 2002  |
| 2   | Trí nhớ siêu phàm     | 25 tháng 2 năm 2002  |
| 3   | Voi đất biết đi       | 10 tháng 3 năm 2002  |
| 4   | Thánh chỉ bằng đá     | 25 tháng 3 năm 2002  |
| 5   | Dấu tay xóa nợ        | 10 tháng 4 năm 2002  |
| 6   | Hạ gục thầy đồ        | 25 tháng 4 năm 2002  |
| 7   | Trừng trị gian thương | 10 tháng 5 năm 2002  |
| 8   | Món ăn thượng phúc    | 25 tháng 5 năm 2002  |
| 9   | Thầy đồ mắc nạn       | 10 tháng 6 năm 2002  |
| 10  | Thắng đại lực sĩ      | 27 tháng 6 năm 2002  |
| 11  | Đồng tiền hạnh phúc   | 11 tháng 7 năm 2002  |
| 12  | Bạn gái bá hộ         | 25 tháng 7 năm 2002  |
| 13  | Lớp học hà tiện       | 12 tháng 8 năm 2002  |
| 14  | Sư ông mắc lỡm        | 29 tháng 8 năm 2002  |
| 15  | Vô địch chọi trâu     | 12 tháng 9 năm 2002  |
| 16  | Súc vật nổi loạn      | 26 tháng 9 năm 2002  |
| 17  | Trận chiến gia tài    | 10 tháng 10 năm 2002 |
| 18  | Hết đời lang băm      | 31 tháng 10 năm 2002 |
| 19  | Hồn ma ăn trộm        | 14 tháng 11 năm 2002 |
| 20  | Anh hùng vớt pháo     | 28 tháng 11 năm 2002 |
| 21  | Bài thi kì quái       | 12 tháng 12 năm 2002 |
| 22  | Gánh hát xui xẻo      | 26 tháng 12 năm 2002 |
| 23  | Trái tim Sửu ẹo       | 16 tháng 1 năm 2003  |
| 24  | Bài toán lộ phí       | 23 tháng 1 năm 2003  |
| 25  | Náo loạn kinh thành   | 8 tháng 2 năm 2003   |
| 26  | Bột nếp vạch tội      | 27 tháng 2 năm 2003  |
| 27  | Món quà roi mây       | 11 tháng 3 năm 2003  |
| 28  | Bí mật bong bóng      | 25 tháng 3 năm 2003  |
| 29  | Mưu sát Tào Phi       | 15 tháng 4 năm 2003  |
| 30  | Trò xiếc kinh hoàng   | 29 tháng 4 năm 2003  |
| 31  | Cây đa nhân chứng     | 13 tháng 5 năm 2003  |
| 32  | Nỗi oan Xã Bạc        | 27 tháng 5 năm 2003  |
| 33  | Chiếc bánh tai họa    | 10 tháng 6 năm 2003  |
| 34  | Dê đực có chửa        | 24 tháng 6 năm 2003  |
| 35  | Hạt gạo khổng lồ      | 15 tháng 7 năm 2003  |
| 36  | Sợi bấc ma thuật      | 29 tháng 7 năm 2003  |
| 37  | Quan toà sát nhân     | 12 tháng 8 năm 2003  |
| 38  | Cái tủ biết nói       | 26 tháng 8 năm 2003  |
| 39  | Vụ án gà con          | 16 tháng 9 năm 2003  |
| 40  | Hòn đá tội phạm       | 30 tháng 9 năm 2003  |
| 41  | Đứa con thất lạc      | 14 tháng 10 năm 2003 |
| 42  | Ngôi làng xấu tính    | 28 tháng 10 năm 2003 |
| 43  | Căn nhà không chân    | 11 tháng 11 năm 2003 |
| 44  | Quán cơm quý tộc      | 25 tháng 11 năm 2003 |
| 45  | Báu vật heo nái       | 9 tháng 12 năm 2003  |
| 46  | Sứ Tàu mất vía        | 23 tháng 12 năm 2003 |
| 47  | Cứu tinh Dần Béo      | 6 tháng 11 năm 2003  |
| 48  | Nốt ruồi bạc vạn      | 13 tháng 1 năm 2004  |
| 49  | Tung hoành đất Bắc    | 28 tháng 1 năm 2004  |
| 50  | Thuốc viên giao hảo   | 17 tháng 2 năm 2004  |
| 51  | Độc chiến Minh triều  | 16 tháng 3 năm 2004  |
| 52  | Hạt Ngô ác mộng       | 30 tháng 3 năm 2004  |
| 53  | Học trò Trạng nguyên  | 13 tháng 4 năm 2004  |
| 54  | Đôi cánh Sứ Thần      | 4 tháng 5 năm 2004   |
| 55  | Lâu đài giữa trời     | 25 tháng 5 năm 2004  |
| 56  | Con mèo vương giả     | 15 tháng 6 năm 2004  |
| 57  | Bức họa vĩ nhân       | 29 tháng 6 năm 2004  |
| 58  | Liều thuốc giảm béo   | 13 tháng 7 năm 2004  |
| 59  | Tấm gương Đồ Kiết     | 27 tháng 7 năm 2004  |
| 60  | Miếng đất Long mạch   | 17 tháng 8 năm 2004  |
| 61  | Thần y thoát nạn      | 31 tháng 8 năm 2004  |
| 62  | Lá đơn không chữ      | 14 tháng 9 năm 2004  |
| 63  | Ngự sử nhóc con       | 28 tháng 9 năm 2004  |
| 64  | Mưu đồ Bắc Quốc       | 12 tháng 10 năm 2004 |
| 65  | Tranh tài võ Trạng    | 26 tháng 10 năm 2004 |
| 66  | Chiếc mũi thu phục    | 16 tháng 11 năm 2004 |
| 67  | Cơn lốc ngoại xâm     | 14 tháng 12 năm 2004 |
| 68  | Ngôi thành bỏ hoang   | 15 tháng 2 năm 2005  |
| 69  | Đội quân thú vật      | 15 tháng 3 năm 2005  |
| 70  | Trận chiến phản công  | 12 tháng 4 năm 2005  |
| 71  | Con ngựa ba chân      | 10 tháng 5 năm 2005  |
| 72  | Phò mã tí hon         | 7 tháng 6 năm 2005   |
| 73  | Nhóm học Trạng nguyên | 12 tháng 7 năm 2005  |
| 74  | Quán ăn thi phú       | 9 tháng 8 năm 2005   |
| 75  | Đối thủ thần đồng     | 13 tháng 9 năm 2005  |
| 76  | Ông tổ thần cơ        | 18 tháng 10 năm 2005 |
| 77  | Miếu thần mất thiêng  | 15 tháng 11 năm 2005 |
| 78  | Âm mưu độc dược       | 20 tháng 12 năm 2005 |